# 中国驻布隆迪大使列表
本列表为中華人民共和國驻布隆迪历任大使名录。

## 历任中国驻布隆迪大使

### 中华人民共和国驻布隆迪大使（1964年－1965年）
1963年12月21日，中华人民共和国与布隆迪建交。1965年1月29日，布政府单方面宣布中断与中华人民共和国的外交关系。
| 姓名   | 任命           | 任命         | 到任      | 递交国书      | 免职           | 免职   | 离任         | 外交衔级 | 外交职务     | 备注     |
| 姓名   | 全国人大常委会 | 主席         | 到任      | 递交国书      | 全国人大常委会 | 主席   | 离任         | 外交衔级 | 外交职务     | 备注     |
| ------ | -------------- | ------------ | --------- | ------------- | -------------- | ------ | ------------ | -------- | ------------ | -------- |
| 江燕   | 不適用         | 不適用       | 1964年1月 |               | 不適用         | 不適用 | 1964年6月    | 一等秘书 | 临时代办     | 筹备开馆 |
| 柳雨峰 | 1964年3月13日  | 1964年4月3日 | 1964年6月 | 1964年9月16日 | 不適用         | 不適用 | 1965年2月2日 | 大使     | 特命全权大使 |          |

### 中华人民共和国驻布隆迪大使（1972年至今）
1971年10月13日，中华人民共和国和布隆迪共和国恢复外交关系。
| 姓名   | 任命           | 任命           | 到任          | 递交国书       | 免职           | 免职           | 离任           | 外交衔级 | 外交职务     | 备注     |
| 姓名   | 全国人大常委会 | 主席           | 到任          | 递交国书       | 全国人大常委会 | 主席           | 离任           | 外交衔级 | 外交职务     | 备注     |
| ------ | -------------- | -------------- | ------------- | -------------- | -------------- | -------------- | -------------- | -------- | ------------ | -------- |
| 杜易   | 不適用         | 不適用         | 1972年2月10日 | 1972年2月15日  | 不適用         | 不適用         | 1972年4月      | 参赞     | 临时代办     | 筹备复馆 |
| 陈枫   | 不適用         | 不適用         | 1972年4月     | 1972年5月30日  | 1977年10月24日 | 不適用         | 1977年11月27日 | 大使     | 特命全权大使 |          |
| 史梓铭 | 1978年3月7日   | 不適用         | 1978年3月13日 | 1978年3月23日  | 1981年9月10日  | 不適用         | 1982年1月      | 大使     | 特命全权大使 |          |
| 田志东 | 1981年9月10日  | 不適用         | 1982年4月     | 1982年4月22日  | 1984年7月7日   | 1985年5月7日   | 1985年1月      | 大使     | 特命全权大使 |          |
| 申连瑞 | 1984年7月7日   | 1985年5月7日   | 1985年4月     | 1985年4月18日  | 1988年3月12日  | 1988年6月4日   | 1988年5月      | 大使     | 特命全权大使 |          |
| 王建邦 | 1988年3月12日  | 1988年6月4日   | 1988年9月     | 1988年9月16日  | 1991年9月4日   | 1991年11月9日  | 1991年10月     | 大使     | 特命全权大使 |          |
| 江康   | 1991年9月4日   | 1991年11月9日  | 1991年12月    | 1991年12月23日 | 1995年5月10日  | 1995年9月15日  | 1995年8月      | 大使     | 特命全权大使 |          |
| 张龙宝 | 1995年5月10日  | 1995年9月15日  | 1995年9月     | 1995年9月27日  | 1997年8月29日  | 1998年4月2日   | 1998年1月10日  | 大使     | 特命全权大使 |          |
| 石同宁 | 1997年8月29日  | 1998年4月2日   | 1998年2月     | 1998年3月2日   | 2000年7月8日   | 2000年12月4日  | 2000年10月     | 大使     | 特命全权大使 |          |
| 孟宪科 | 2000年7月8日   | 2000年12月4日  | 2000年11月    | 2000年11月29日 | 2002年6月29日  | 2002年10月11日 | 2002年8月      | 大使     | 特命全权大使 |          |
| 冯志军 | 2002年6月29日  | 2002年10月11日 | 2002年9月11日 | 2002年9月26日  | 2006年8月27日  | 2007年2月17日  | 2007年1月      | 大使     | 特命全权大使 |          |
| 曾宪柒 | 2006年8月27日  | 2007年2月17日  | 2007年2月6日  | 2007年2月9日   | 2010年2月26日  | 2010年6月10日  | 2010年5月      | 大使     | 特命全权大使 |          |
| 郁序忠 | 2010年2月26日  | 2010年6月10日  | 2010年6月6日  | 2010年6月8日   | 2014年6月27日  | 2015年3月19日  | 2015年2月9日   | 大使     | 特命全权大使 |          |
| 卓瑞生 | 2014年6月27日  | 2015年3月19日  | 2015年3月4日  | 2015年3月6日   | 2017年6月27日  | 2017年9月8日   | 2017年8月      | 大使     | 特命全权大使 |          |
| 李昌林 | 2017年6月27日  | 2017年9月8日   | 2017年9月4日  | 2017年9月22日  | 2020年12月26日 | 2021年5月12日  | 2021年2月      | 大使     | 特命全权大使 |          |
| 赵江平 | 2021年2月28日  | 2021年5月12日  | 2021年4月28日 | 2021年5月21日  | 现任           |                |                | 大使     | 特命全权大使 |          |